# Sušanka
Sušanka je říčka v Moravskoslezském kraji, která je pravostranným přítokem řeky Lučiny. Pramení na severním úbočí východní části Hornotěrlické pahorkatiny (geomorfologický okrsek Těšínské pahorkatiny) ve Velkém lese v albrechtické části osady Pacalůvka.
Říčka dále protéká obcí Horní Suchá a havířovskými městskými částmi Prostřední Suchá a Dolní Suchá - právě tato tři sídla dala řece jméno. Svůj tok říčka Sušanka zakončuje v Havířově-městě (do roku 1955 byla tato lokalita součástí samostatné obce Šumbark), kde se na hranici s městem Šenov zprava vlévá do řeky Lučiny. 
Sušanka odvodňuje celou severní až severovýchodní část území města Havířova a je zejména na území Prostřední a Dolní Suché poznamenána důlními vlivy. V Dolní Suché jsou nalevo od koryta Sušanské rybníky, které sloužily jako chovné, později jako odkalovací nádrže a současnosti opět ožívá jejich význam coby chovné rybníky. Poblíž soutoku s řeku Lučinou se nachází evropsky významná lokalita - Mokřad u Rondelu.

## Přítoky
L - levostranný, P - pravostranný přítok
- Koutňák (L) - vlévá se v Horní Suché
- Životický potok (L) - vlévá se na hranici katastrů Horní Suché a Havířova-Prostřední Suché
- Bartošůvka (P) - vlévá se v Havířově-Dolní Suché, poblíž křižovatky Orlovské a Vodní ulice
- bezejmenný potok (P) - pramenící v lokalitě U Jelena v Havířově-Šumbarku a protékající na pomezí Šumbarku a Dolní Suché
- bezejmenný potok (L) - pramenící v Havířově-městě nedaleko Moskevské ulice
- Šumbarský potok (P) - pramenící v Pežgovském lese a do Sušanky se vlévající poblíž Orlovské ulice u velkého rondelu